# SARS-CoV-2-variant Beta
 Denne artikel bør gennemlæses af en person med fagkendskab for at sikre den faglige korrekthed.
    Artiklen vedrører en SARS-CoV-2-variant hvis egenskaber løbende opdateres med ny viden. Oplysningerne kan derfor ændre sig

Lineage B.1.351 (også Variant 501.V2 ; 501.V2) er en muteret variant af SARS-CoV-2, den virus der kan føre til sygdommen COVID-19.

## Beskrivelse
Varianten blev først opdaget i Sydafrika af landets sundhedsmyndighed den 18. december 2020.
Forskere og statsansatte rapporterede, at varianten primært forekommer hos yngre mennesker uden underliggende sygdomme og kan føre til et mere alvorligt forløb af sygdommen.
Den sydafrikanske sundhedsmyndighed angav også, at den nye variant kan være en drivende faktor i landets anden bølge af coronaviruspandemien, da den spreder sig mere aggressivt end tidligere varianter.
Forskere bemærkede, at varianten indeholder flere mutationer, der gør det lettere at knytte an til humane celler på grund af tre mutationer inden for det receptorbindende domæne af de virusmembranproteiner, der er nødvendige for at binde til ACE2 i humane celler. Blandt disse mutationer er mutationen N501Y., som også er blevet påvist i Australien og Storbritannien.
Den 23. december 2020 erklærede den britiske sundhedsminister Matt Hancock, at to mennesker, der var rejst fra Sydafrika til Storbritannien, testede positive for COVID-19 med denne mutation.

Den 3. februar 2021 blev denne variant opdaget i Bergen.